# Rock communiste
Le rock communiste est une forme de musique rock cherchant à promouvoir les idéaux communistes.

## Le rock dans les pays communistes
En URSS, pendant presque toute la durée de la guerre froide, la position officielle du régime soviétique à propos du rock est assez dure. Ce style de musique, pur produit de la culture américaine, est considéré subversif et les artistes subissent une forte pression, devant régulièrement se produire clandestinement, sous la menace d'une intervention policière. Il faut attendre la Perestroïka initiée par Mikhaïl Gorbatchev au milieu des années 1980 pour que le rock fasse son apparition « officielle » au-delà du rideau de fer. Certains groupes occidentaux majeurs, comme Queen, obtiennent alors l'autorisation de remplir quelques stades à l'Est comme à Budapest en 1986, tandis que certains groupes de rock du bloc soviétique - comme Avtograf - se produisent aux États-Unis. Andras Simonyl, ambassadeur de Hongrie aux États-Unis au début des années 2000, voit même dans la diffusion du rock à l'Est une des raisons du changement de mentalité, et in fine de la chute du régime. Selon lui, même « ceux qui ne parlent pas la langue [anglaise] comprennent instinctivement que le rock parle de liberté ».

## Le rock communiste après la chute du bloc de l'Est
Dans les années suivant la chute du régime, le rock se fait défenseur de l'idéal communiste à la suite des désillusions de la jeunesse. Le début des années 1990, en Russie et dans les autres pays de l'ex bloc de l'Est, est en effet caractérisé par une série de problèmes sociaux et économiques qui vont parfois susciter la nostalgie : le taux de corruption est élevé, la mafia russe se développe et étend son emprise sur de nombreux secteurs, le chômage est au plus haut. Des voix s'élèvent alors pour réclamer le retour d'un régime fort et la jeunesse se met au premier plan de ces manifestations de mécontentement. La musique se fait logiquement l'écho de ce mouvement et le rock, longtemps mal perçu, devient un excellent outil de promotion.
Dans les vieilles démocraties d'Europe et aux États-Unis, c'est avec le mouvement punk de la fin des années 1970 que naît le rock communiste. À la suite du célèbre Anarchy in the U.K. des Sex Pistols en 1976, le punk-rock est utilisé par les mouvements anarchistes européens. Son succès immédiat auprès de la jeune génération d'alors en fait une arme politique puissante dans la lutte contre le conservatisme et le libéralisme ainsi qu'un moyen simple et efficace d'exprimer le mal-être des jeunes.
Alors que le slogan no future (« pas d'avenir ») fleurit un peu partout, le punk-rock politisé se développe, avec le bloc de l'Est comme modèle. L'effondrement de ce dernier, puis son idéalisation à la suite de l'émergence des problèmes évoqués plus haut, amènent certains musiciens rock à mettre en avant les valeurs altermondialistes en général et communistes en particulier. C'est alors qu'émerge un véritable rock communiste militant, dans lequel le message est également clairement antifasciste. Il ne s'agit plus seulement de faire du rock une provocation adressée au système en place, comme à l'Est du temps du régime communiste, mais bel et bien de se l'approprier et d'en faire un outil de propagande.
De nos jours, les jeunes communistes et sympathisants utilisent régulièrement le rock pour diffuser leurs idées ou plus simplement, pour attirer l'attention sur des manifestations culturelles et/ou politiques. Les styles les plus souvent représentés sont la Oi!, le ska et, bien sûr, le punk.